# Дернау
Дернау (нем. Dernau) — община в Германии, в земле Рейнланд-Пфальц. 
Входит в состав района Арвайлер. Подчиняется управлению Альтенар.  Население составляет 1803 человека (на 31 декабря 2010 года). Занимает площадь 5,72 км².
Коммуна подразделяется на 5 сельских округов.